# لورا دوبون
لورا دوبون (بالإنجليزية: Laura duPont)‏ مواليد 04 مايو 1949 في لويفيل، الولايات المتحدة - الوفاة 20 فبراير 2002 في كارولاينا الشمالية، الولايات المتحدة، كانت لاعبة كرة مضرب أمريكية. كانت أول امرأة من جامعة ولاية كارولينا الشمالية في تشابل هيل تفوز ببطولة وطنية في أي رياضة على الإطلاق.

## روابط خارجية
- لورا دوبون على موقع رابطة محترفات التنس (الإنجليزية)
- لورا دوبون على موقع الاتحاد الدولي لكرة المضرب (الإنجليزية)
- لورا دوبون على موقع خلاصة التنس.كوم (الإنجليزية)
- لورا دوبون على موقع قاعة كارولاينا الشمالية للمشاهير الرياضية (الإنجليزية)